# 斑衣蜡蝉
斑衣蜡蝉是半翅目蠟蟬科斑衣蜡蝉属的一个种，原产于中国，现已侵入至日本、韩国和美国。

## 图集

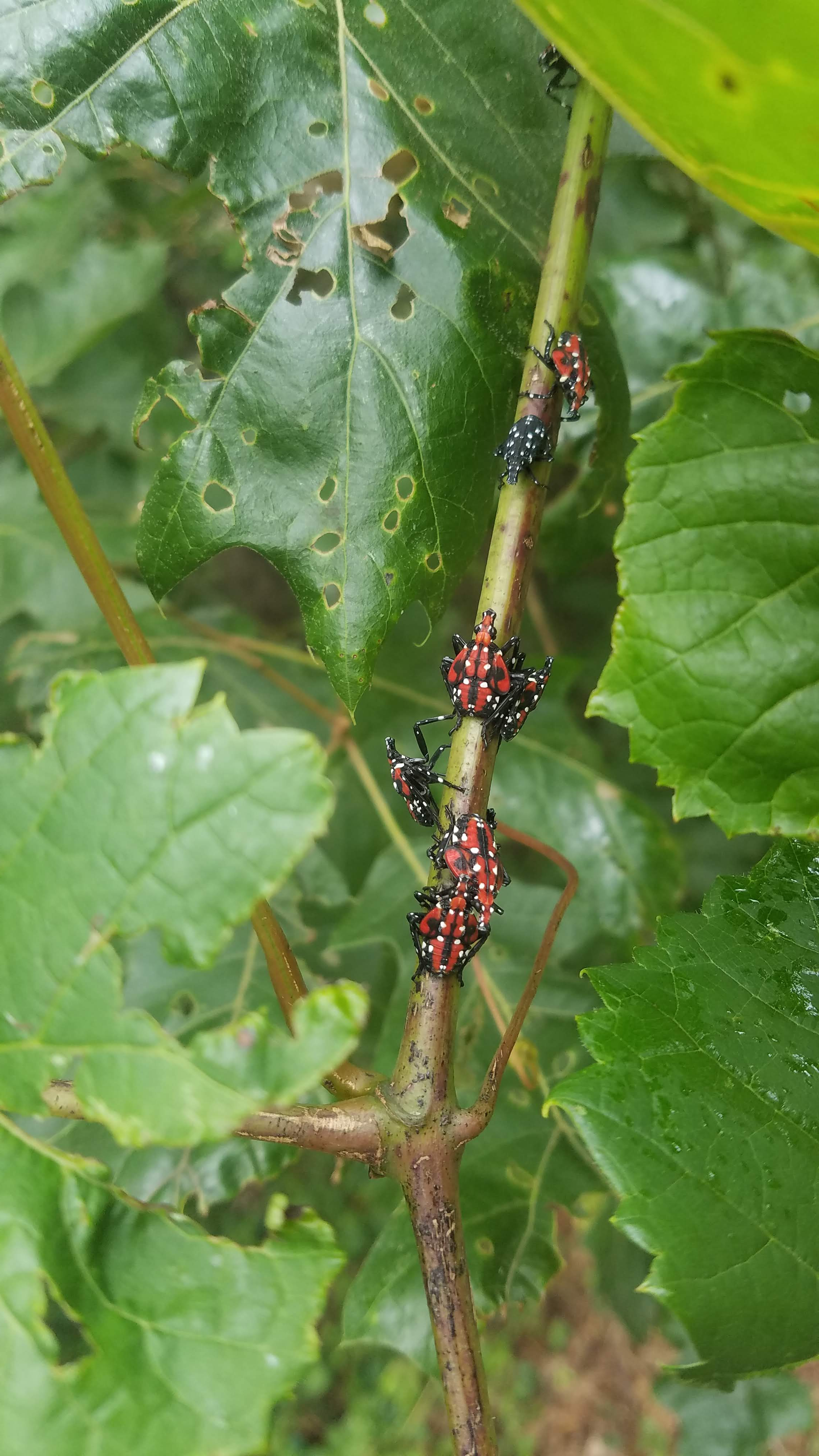
美国宾夕法尼亚州伯克斯县的美洲葡萄上的斑衣蜡蝉晚龄若虫，摄于2018年7月下旬
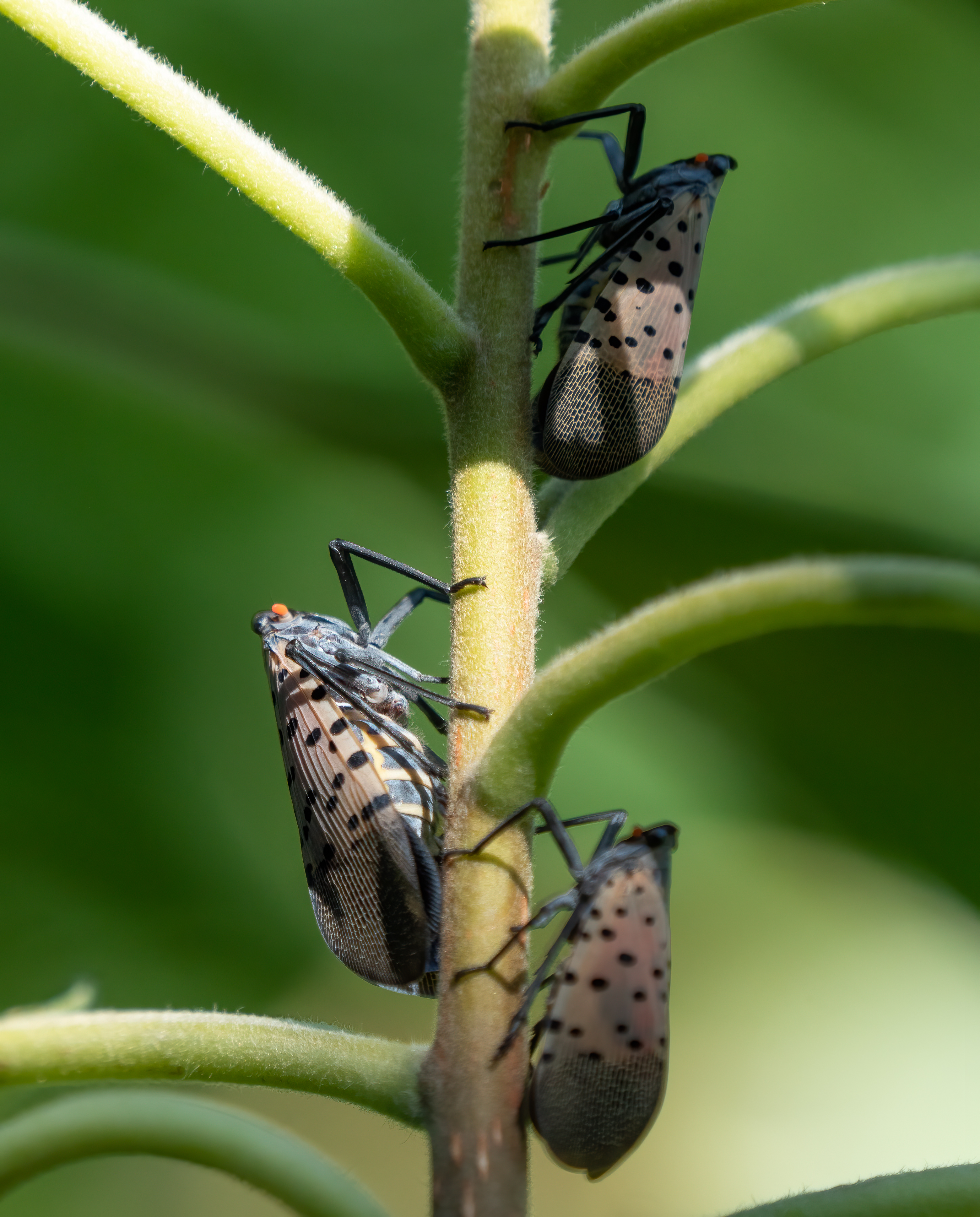
布鲁克林植物园中的斑衣蜡蝉成虫
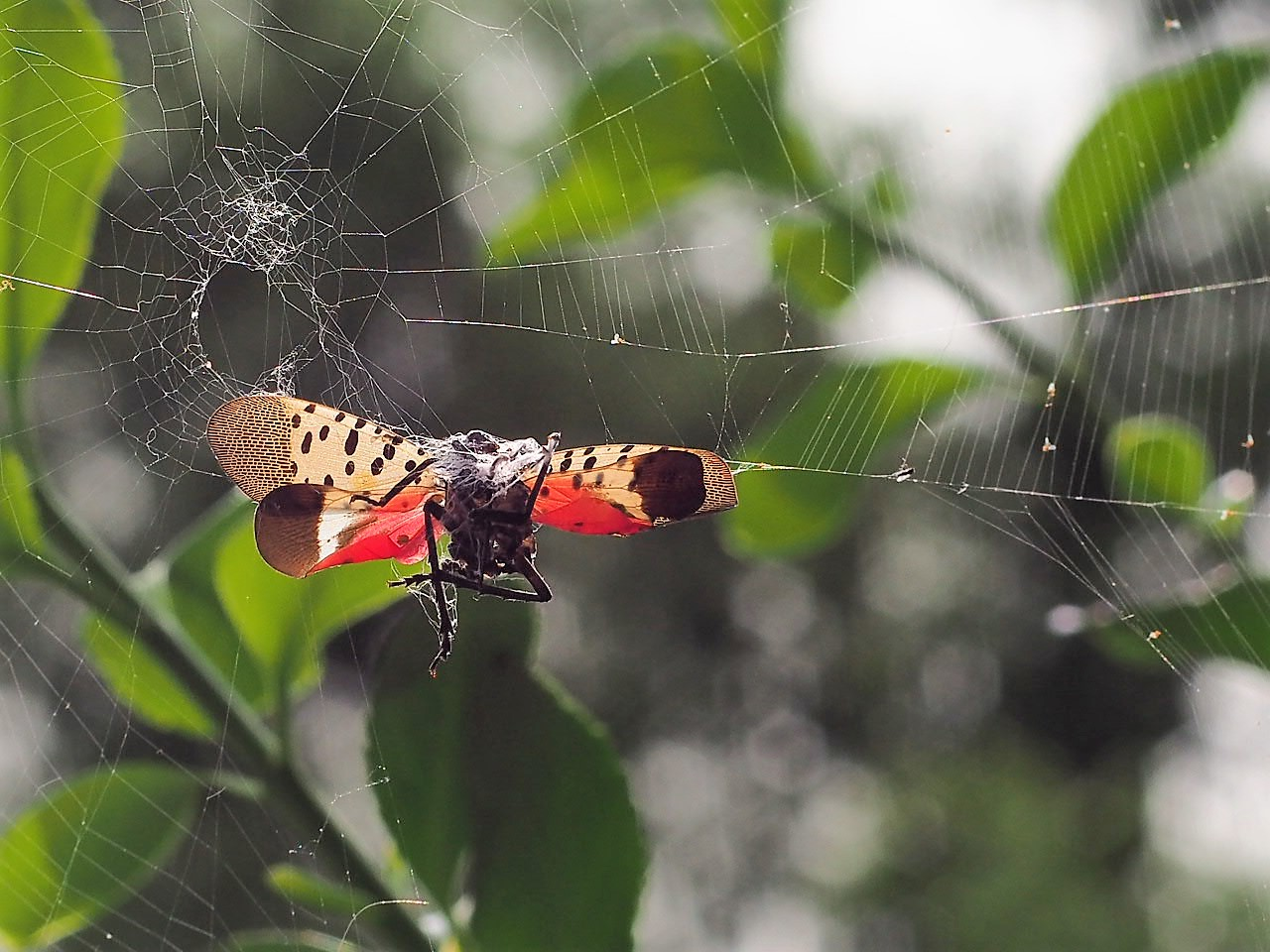
美国宾夕法尼亚州特拉华县的一只蜘蛛捕获并吃掉了斑衣蜡蝉成虫
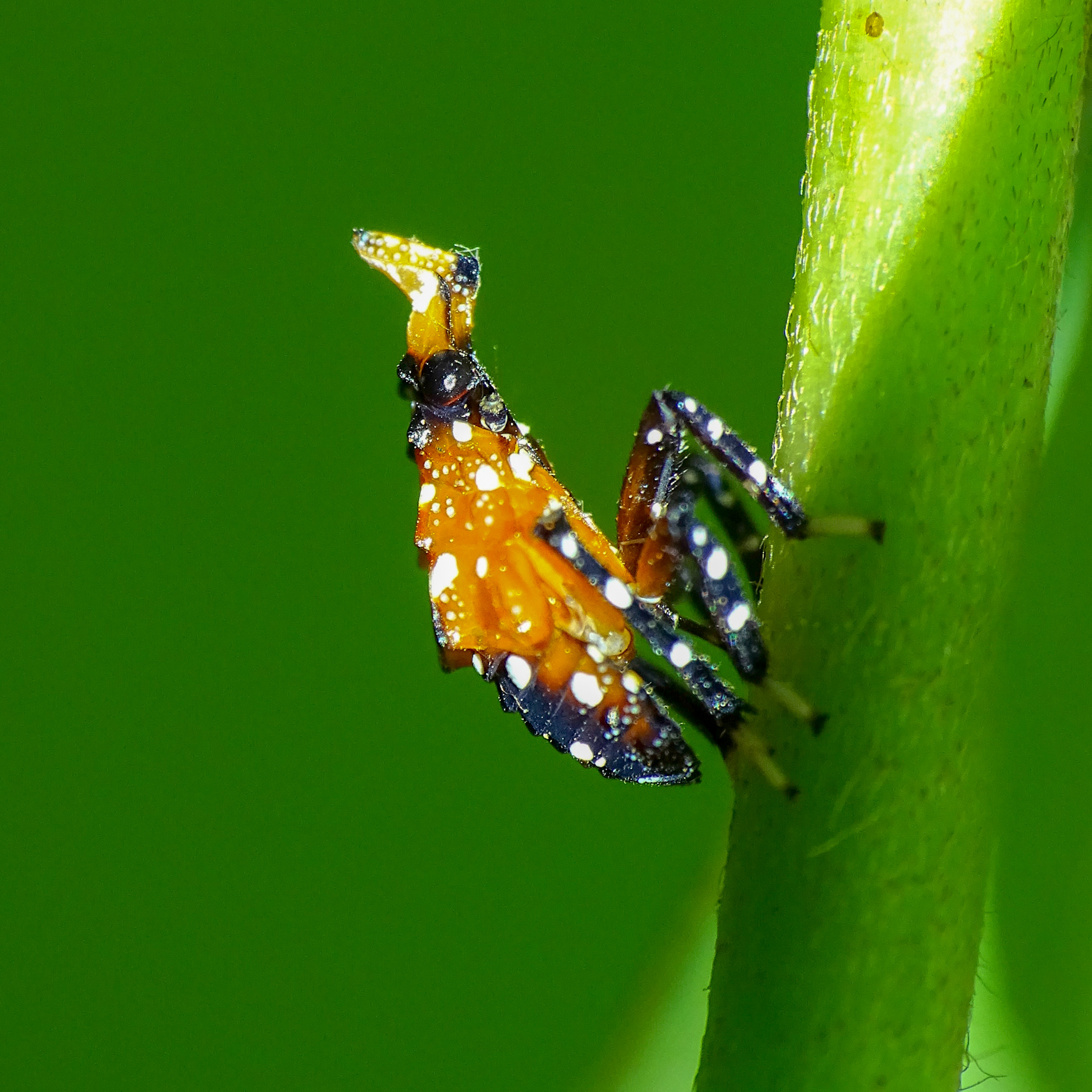
斑衣蜡蝉晚龄若虫
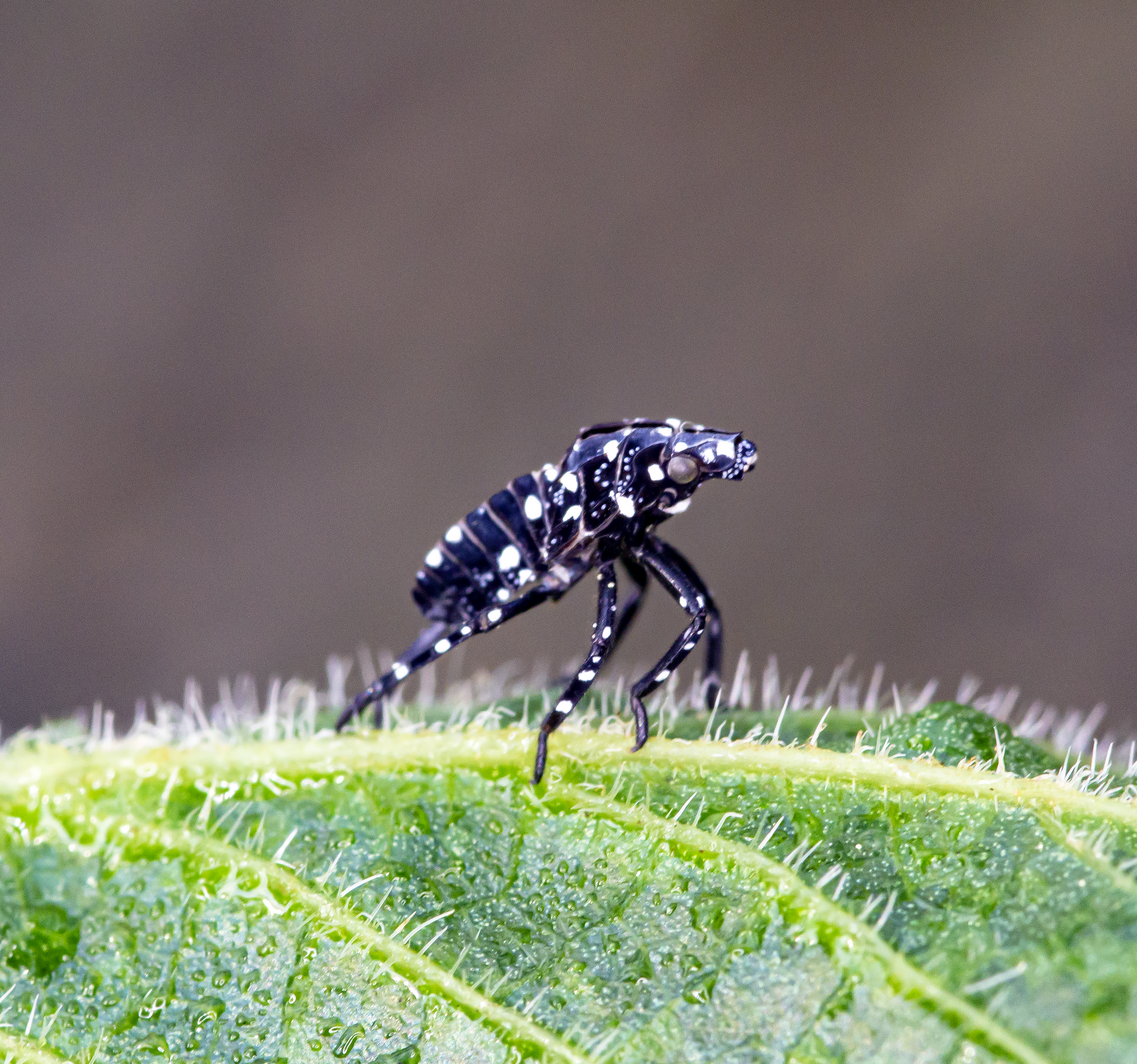
葡萄叶上的斑衣蜡蝉早龄若虫